# Fotinowo (obwód Pazardżik)
Fotinowo (bułg. Фотиново) – wieś w południowej Bułgarii, znajdująca się w obwodzie Pazardżik, w gminie Batak.
Wieś leży nad rzeką Fotinska reka, 10 km od Nowa machała i 20 km od stolicy gminy Batak oraz 50 km od stolicy obwodu Pazardżik. Położona w północno-zachodniej części Rodop. Mieszka tutaj znaczna liczba wyznawców Islamu.